# Espantalho (Oz)

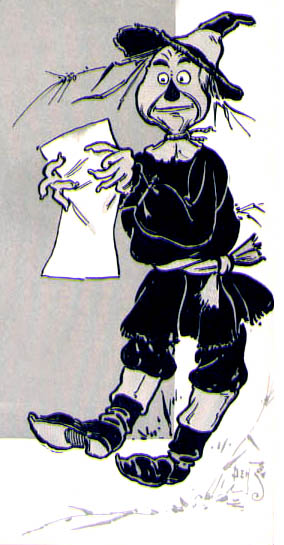
O Espantalho

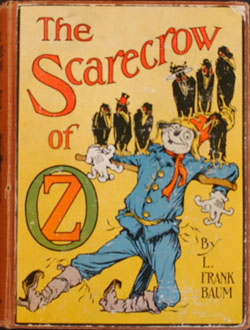
Capa do livro Scarecrow of oz

O Espantalho é um personagem fictício na Terra de Oz criado pelo escritor americano L. Frank Baum, e ilustrador William Wallace Denslow. Em sua primeira aparição, o Espantalho revela que ele não tem um cérebro e deseja acima de tudo ter um. Na realidade, ele tem apenas dois dias de vida e apenas é ignorante. Durante todo o curso do romance, ele demonstra que ele já tem o cérebro que ele procura e depois é reconhecido como "o homem mais sábio de todos Oz", embora ele continua a creditar o Mágico como o mais sábio. Ele é, no entanto, sábio o suficiente para conhecer seus próprios limites e muito feliz em entregar o governo de Oz, passado a ele a Princesa Ozma, para se tornar um de seus assessores de confiança, embora ele normalmente gasta mais tempo jogando jogos de aconselhamento.